# Schtscherbinka
Schtscherbinka (russisch Ще́рбинка) ist ein Stadtteil der russischen Hauptstadt Moskau mit 32.450 Einwohnern (Stand 14. Oktober 2010). Er gehört zum Verwaltungsbezirk Nowomoskowski und liegt 37 km südlich des Moskauer Stadtzentrums sowie zehn Kilometer nördlich der Großstadt Podolsk.

## Geschichte
Als Dorf war Schtscherbinka seit dem 14. Jahrhundert bekannt. Nach der Verlegung der Eisenbahnstrecke Moskau – Kursk in den 1870er-Jahren, die nahe an dem Ort vorbeiführte, erhielt Schtscherbinka dank der Bemühungen des Gutsherren Suschkin 1895 einen kleinen Haltepunkt an dieser Strecke. Ende des 19. Jahrhunderts wurde im Ort eine Ziegelei errichtet. In den 1920er-Jahren kamen einige weitere, kleinere Fabriken hinzu. 1939 erhielt das ehemalige Dorf mit den umliegenden Industriebauten den Status einer Arbeitersiedlung (Siedlung städtischen Typs), die 1975 offiziell zur Stadt wurde.
Ab 2005 bildete Schtscherbinka als dessen einzige Ortschaft einen gleichnamigen Stadtkreis der Oblast Moskau. Zum 1. Juli 2012 wurde der Stadtkreis Schtscherbinka nach Moskau eingemeindet und in dessen neu geschaffenen Verwaltungsbezirk Nowomoskowski eingegliedert. Es bildet seither eine der elf „Gemeinden“ des Verwaltungsbezirkes.

### Bevölkerungsentwicklung
| Jahr | Einwohner |
| ---- | --------- |
| 1939 | 3.192     |
| 1959 | 18.131    |
| 1970 | 23.353    |
| 1979 | 23.561    |
| 1989 | 28.011    |
| 2002 | 28.043    |
| 2010 | 32.450    |

Anmerkung: Volkszählungsdaten

## Wirtschaft
In Schtscherbinka hat die produzierende Industrie eine große Bedeutung. Landesweit bekannt ist die 1954 gegründete Fahrstuhl-Fabrik. In Schtscherbinka befindet sich auch das Allrussische Forschungsinstitut für Schienenverkehr, das den Versuchsring Schtscherbinka betreibt, auf dem Eisenbahnfahrzeuge und Oberbaumaterialien getestet werden.

## Verkehr
Die Stadt hat einen Bahnhof an der Strecke Moskau–Kursk mit regelmäßigen Zugverbindungen nach Moskau. Die nächste Fernstraße ist die M2, der Moskauer Autobahnring MKAD befindet sich ebenfalls in der Nähe von Schtscherbinka.

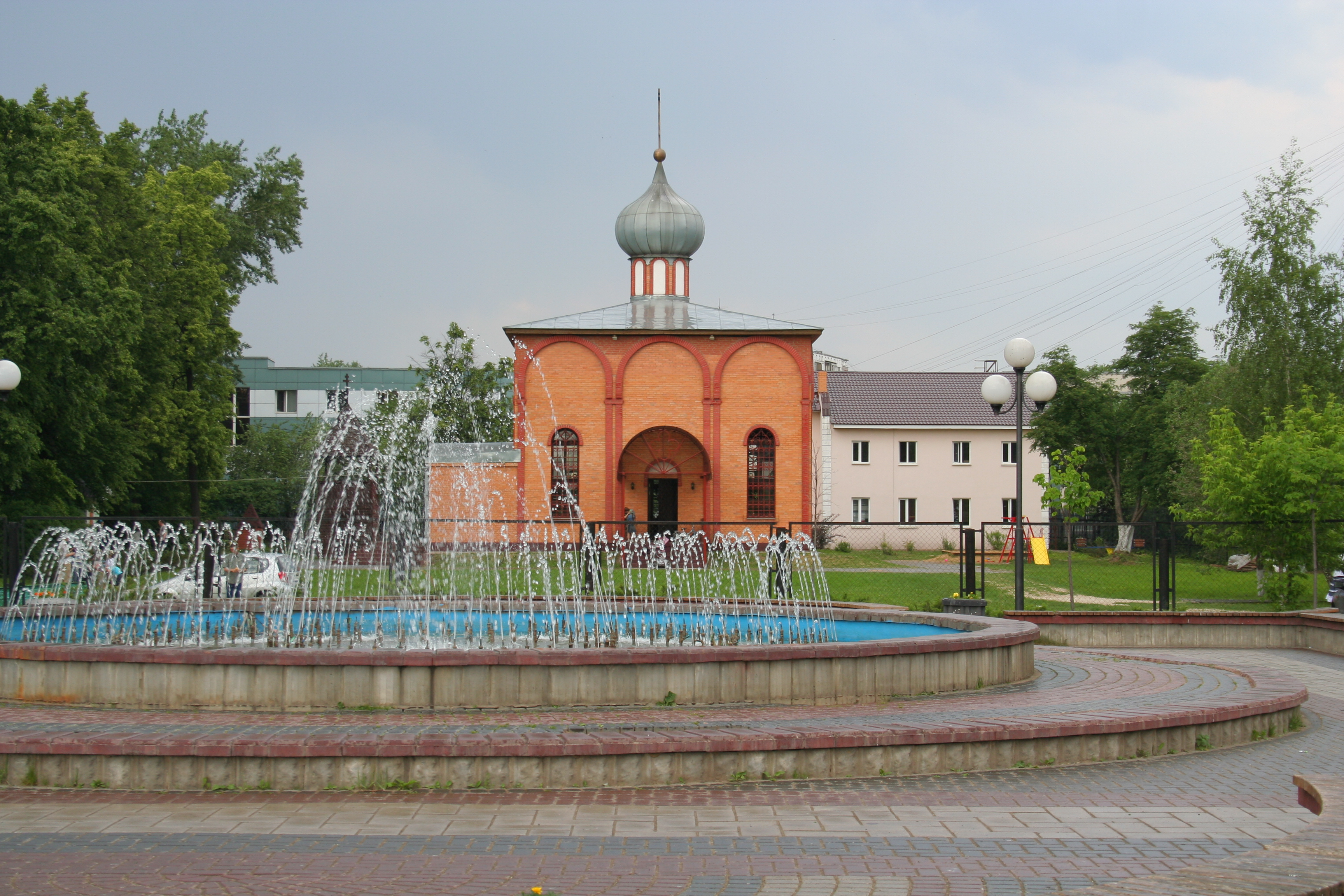
Springbrunnen und Kirche im Zentrum von Schtscherbinka
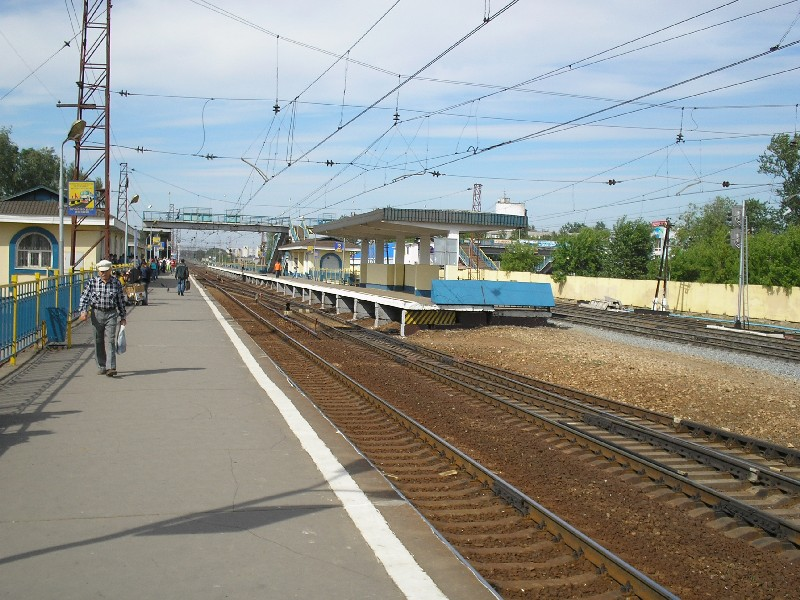
Bahnhof Schtscherbinka

## Söhne und Töchter der Stadt
- Nikolai Koslow (* 1972), Wasserballspieler
- Julija Kurotschkina (* 1974), Miss World des Jahres 1992